# Lineacoelotes
Lineacoelotes es un género de arañas araneomorfas pertenecientes a la familia Agelenidae. Se encuentra en China.

## Especies
Según The World Spider Catalog 12.0:
- Lineacoelotes bicultratus (Chen, Zhao & Wang, 1991)
- Lineacoelotes funiushanensis (Hu, Wang & Wang, 1991)
- Lineacoelotes longicephalus Xu, Li & Wang, 2008
- Lineacoelotes nitidus (Li & Zhang, 2002)
- Lineacoelotes strenuus Xu, Li & Wang, 2008